# De hoofdprijs (boek)
De hoofdprijs is een jeugdboek, geschreven door de Belgische auteur Herman van Campenhout. Het boek telt 87 pagina's en wordt uitgegeven door Abimo Uitgeverij in 2005. Het boek werd genomineerd voor de Kinderjury 2006 en kaart het probleem aan van jongeren die in het circuit van illegale straatraces terechtkomen.

## Samenvatting
Het verhaal gaat over een 17-jarige jongen, Stijn. Die betrokken raakt in een auto-ongeval waarin vijf mensen, onder wie zijn vriend Wouter, doodgingen. Dit auto-ongeval was de schuld van Stijn en gebeurde tijdens een autorace. Wanneer hij wakker wordt in het ziekenhuis heeft hij echt geen idee meer wat er gebeurd is. De politie die hem later ondervraagt geloofd niets van Stijn zijn verhaal. Stijn snapt niet waarom hij als schuldige wordt aangewezen en denkt dat er een of andere grap is. Van jeugdrechter mevrouw De Weert moet hij in de gevangenis schrijven wat er gebeurd. Een paar dagen later leest de jeugdrechter zijn brief Waarin staat dat Stijn toch geremd heeft maar dat de remmen niet werkten. Zo is het een ongeluk geworden. Stijn wordt eindelijk vrijgelaten zo loopt alles toch goed af.